# Добросин
Добросин (на сръбски: Добросин или Dobrosin; на албански: Dobrosini) е село в Югоизточна Сърбия, Пчински окръг, община Буяновац.

## Население
Албанците в община Буяновац бойкотират проведеното през 2011 г. преброяване на населението.
Според преброяването на населението от 2002 г. селото има 747 жители.

### Етнически състав
Данните за етническия състав на населението са от преброяването през 2002 г.
- албанци – 719 жители
- други – 1 жител
- неизвестно – 27 жители

### Демографско развитие
- 1948- 537
- 1953- 551
- 1961- 642
- 1971- 755
- 1981- 901
- 1991- 1029
- 2002- 747